# Куб (алгебра)
Кубом числа {\displaystyle x} называется результат возведения числа в степень 3, то есть произведение трёх множителей, каждый из которых равен {\displaystyle x.} Эта арифметическая операция называется «возведением в куб», её результат обозначается {\displaystyle x^{3}}:
{\displaystyle x^{3}=x\cdot x\cdot x}
Для возведения в куб обратной операцией является извлечение кубического корня. Геометрическое название третьей степени «куб» связано с тем, что античные математики рассматривали значения кубов как кубические числа, особый вид фигурных чисел (см. ниже), поскольку куб числа {\displaystyle x} равен объёму куба с длиной ребра, равной {\displaystyle x}.

## Последовательность кубов
Последовательность кубов неотрицательных чисел начинается числами:
0, 1, 8, 27, 64, 125, 216, 343, 512, 729, 1000, 1331, 1728, 2197, 2744, 3375, 4096, 4913, 5832, 6859, 8000, 9261, 10648, 12167, 13824, 15625, 17576, 19683, 21952, 24389, 27000, 29791, 32768, 35937, 39304, 42875, 46656, 50653, 54872, 59319, 64000, 68921, 74088, 79507, 85184, 91125, 97336, 103823, 110592, 117649, 125000, 132651, 140608, 148877, 157464, 166375, 175616, 185193, 195112, 205379, 216000, 226981, 238328…
Сумма кубов первых {\displaystyle n} положительных натуральных чисел вычисляется по формуле:
{\displaystyle \sum _{i=1}^{n}i^{3}=1^{3}+2^{3}+3^{3}+\ldots +n^{3}=\left({\frac {n(n+1)}{2}}\right)^{2}}

### Вывод формулы
Формулу суммы кубов можно вывести, используя таблицу умножения и формулу суммы арифметической прогрессии. Рассматривая в качестве иллюстрации метода две таблицы умножения 5×5, проведём рассуждения для таблиц размером n×n.
| × | 1 | 2  | 3  | 4  | 5  |
| - | - | -- | -- | -- | -- |
| 1 | 1 | 2  | 3  | 4  | 5  |
| 2 | 2 | 4  | 6  | 8  | 10 |
| 3 | 3 | 6  | 9  | 12 | 15 |
| 4 | 4 | 8  | 12 | 16 | 20 |
| 5 | 5 | 10 | 15 | 20 | 25 |

| × | 1 | 2  | 3  | 4  | 5  |
| - | - | -- | -- | -- | -- |
| 1 | 1 | 2  | 3  | 4  | 5  |
| 2 | 2 | 4  | 6  | 8  | 10 |
| 3 | 3 | 6  | 9  | 12 | 15 |
| 4 | 4 | 8  | 12 | 16 | 20 |
| 5 | 5 | 10 | 15 | 20 | 25 |

Сумма чисел в k-ой (k=1,2,…) выделенной области первой таблицы:
{\displaystyle k^{2}+2k\sum _{l=1}^{k-1}l=k^{2}+2k{\frac {k(k-1)}{2}}=k^{3}}
А сумма чисел в k-ой (k=1,2,…) выделенной области второй таблицы, представляющих собой арифметическую прогрессию:
{\displaystyle k\sum _{l=1}^{n}l=k{\frac {n(n+1)}{2}}}
Суммируя по всем выделенным областям первой таблицы, получаем такое же число, как и суммируя по всем выделенным областям второй таблицы:
{\displaystyle \sum _{k=1}^{n}k^{3}=\sum _{k=1}^{n}k{\frac {n(n+1)}{2}}={\frac {n(n+1)}{2}}\sum _{k=1}^{n}k=\left({\frac {n(n+1)}{2}}\right)^{2}}

## Некоторые свойства
- В десятичной записи куб может кончаться на любую цифру (в отличие от квадрата)
- В десятичной записи две последние цифры куба могут быть 00, 01, 03, 04, 07, 08, 09, 11, 12, 13, 16, 17, 19, 21, 23, 24, 25, 27, 28, 29, 31, 32, 33, 36, 37, 39, 41, 43, 44, 47, 48, 49, 51, 52, 53, 56, 57, 59, 61, 63, 64, 67, 68, 69, 71, 72, 73, 75, 76, 77, 79, 81, 83, 84, 87, 88, 89, 91, 92, 93, 96, 97, 99. Зависимость предпоследней цифры куба от последней можно представить в виде следующей таблицы:

| последняя цифра | предпоследняя цифра |
| --------------- | ------------------- |
| 0               | 0                   |
| 5               | 2, 7                |
| 4, 8            | чётная              |
| 2, 6            | нечётная            |
| 1, 3, 7, 9      | любая               |

## Кубы как фигурные числа
«Кубическое число» {\displaystyle Q_{n}=n^{3}} исторически рассматривалось как разновидность пространственных фигурных чисел. Его можно представить как разность квадратов последовательных треугольных чисел {\displaystyle T_{n}}:
{\displaystyle Q_{n}=(T_{n})^{2}-(T_{n-1})^{2},n\geqslant 2}
- Следствие: сумма первых {\displaystyle n} кубических чисел равна квадрату {\displaystyle n}-го треугольного числа (тождество Никомаха):

{\displaystyle Q_{1}+Q_{2}+Q_{3}+\dots +Q_{n}=(T_{n})^{2}}
Разность между двумя соседними кубическими числами есть центрированное шестиугольное число.
- Следствие: сумма первых {\displaystyle n} центрированных шестиугольных чисел есть кубическое число {\displaystyle Q_{n}}[3].

Выражение кубического числа через тетраэдральные {\displaystyle \Pi _{n}^{(3)}}:
{\displaystyle Q_{n}=\Pi _{n}^{(3)}+4\Pi _{n-1}^{(3)}+\Pi _{n-2}^{(3)}}, где {\displaystyle n>2.}
Одна из «гипотез Поллока» (1850 год): каждое натуральное число представимо как сумма не более девяти кубических чисел. Впервые эта гипотеза («проблема Варинга») была высказана Эдуардом Варингом в 1770 году, доказана Гильбертом в 1909 году. Обычно для представления заданного числа достаточно семи кубов, но 15 чисел требуют восьми (15, 22, 50, 114, 167, 175, 186, 212, 231, 238, 303, 364, 420, 428, 454, последовательность A018889 в OEIS), а двум числам нужны все девять: 23 и 239.
Если, кроме сложения, допускать вычитание (или, что то же самое, допускать кубы отрицательных чисел), то достаточно пяти кубов. Например, для вышеупомянутого числа 23 хватает и четырёх.:
{\displaystyle 23=2^{3}+2^{3}+1^{3}+1^{3}+1^{3}+1^{3}+1^{3}+1^{3}+1^{3}=8^{3}+8^{3}-10^{3}-1^{3}}
Была высказана гипотеза, что любое целое число можно представить в виде суммы не более четырёх кубов (со знаками), но это пока не доказано, хотя проверено на компьютере для чисел до 10 млн. В 1966 году В. Демьяненко доказал, что любое целое число, кроме чисел вида 9n ± 4, представимо как сумма четырёх кубов. Наибольшее число, которое, возможно, не представимо в виде суммы четырёх кубов, это 7 373 170 279 850, и есть основания думать, что это наибольшее такое число.
Производящая функция кубических чисел имеет вид:
{\displaystyle f(x)={\frac {x(x^{2}+4x+1)}{(x-1)^{4}}};\quad |x|<1}